# Soós Lajos (zoológus)
Soós Lajos (Magyargencs, 1879. február 6. – Budapest, 1972. augusztus 28.) zoológus, malakológus, paleontológus, a biológiai tudományok doktora, a Magyar Tudományos Akadémia rendes tagja. A magyarországi malakológia (puhatestű-kutatás) iskolateremtő alakja. Monografikus igénnyel feltárta a Kárpát-medence recens és fosszilis puhatestű-faunáját, megalkotta származástani szempontú állatföldrajzi csoportosításukat, de jelentősek puhatestű-anatómiai vizsgálatainak eredményei is.
Soós Árpád (1912–1991) zoológus apja.

## Életútja
A Budapesti Tudományegyetem történelem–latin szakán kezdte felsőfokú tanulmányait, később átjelentkezett a természetrajz–földrajz szakra. Tanulmányaival párhuzamosan előbb napidíjas volt a Központi Statisztikai Hivatalban, majd 1901-ben Herman Ottó asszisztenseként dolgozott a Magyar Ornitológiai Központban. 1902-ben szerezte meg bölcsészdoktori oklevelét és természetrajz–földrajz szakos tanári képesítését. 1902-ben a dévai állami főreáliskolában kezdett tanítani, de tüdőbetegsége miatt 1903-ban fel kellett adnia állását. Ekkor állást kapott a Magyar Nemzeti Múzeum állattárában, ahol az elkövetkező évtizedeket töltötte múzeumi segédőri, később múzeumi őri beosztásban.
Múzeumi pályafutásával párhuzamosan, 1912-től a budapesti tudományegyetemen a malakológia magántanára volt. 1919-ben, a tanácsköztársaság idején a múzeumi gyűjtemény bemutatásával előadás-sorozatot szervezett a munkásság számára. Ezért 1920-ban egyetemi magántanári címét megvonták, és öt évre kizárták a hivatali előléptetésből.
1935-ben mint címzetes igazgatót nyugdíjazták a Nemzeti Múzeumtól, de 1945-től 1961-ig nyugdíjasként már ismét az állattár alkalmazásában állt. 1952-ben a biológiai tudományok doktora lett.

## Munkássága
Legjelentősebb tudományos eredményeit a puhatestűek kutatása, a malakológia területén érte el. Feltérképezte a Kárpát-medence korábban jószerével ismeretlen puhatestű-faunáját (monográfiája végül 1943-ban jelent meg), terepmunkát végzett szerte a régióban, a korábban e szempontból elhanyagolt Alföldön is. Kutatásainak rádiusza azonban nem csak a Kárpát-medencére terjedt ki, pályája során többek között foglalkozott a balkáni (1924), grönlandi (1926) és máltai (1933) Mollusca-faunával is. 1913-ban tagja volt az első magyar Adria-kutató expedíciónak, gyűjtött Horvátországban és Dalmáciában, tanulmányútjai során pedig Európa legnagyobb puhatestű-gyűjteményeit látogathatta meg. 1904-ben állami ösztöndíjat nyert, s előbb a bécsi és zágrábi múzeumok malakológiai gyűjteményét tanulmányozta, majd a rovignói és trieszti biológiai állomásokon kutatta a tenger élővilágát. 1910-es tanulmányútján végiglátogatta Berlin, Frankfurt, Brüsszel, Párizs és London tudományos műhelyeit, majd 1914-ben a Villefranche-sur-Mer-i tengerbiológiai állomáson végezhetett kutatásokat.
Puhatestű-kövületekkel is rendszeresen foglalkozott, így például tanulmányozta az eljegesedés előtti hasadékkitöltések puhatestű-faunáját, leírta és meghatározta a brassói, püspökfürdői, gombaszögi és az öcsi fosszilis Mollusca-faunát, valamint a Magyar Állami Földtani Intézet 1950-es évekbeli fúrásainak fosszilis csigaanyagát. Az így nyert filogenetikai adatokat is felhasználva összeállította a puhatestűek rendszertanát, külön is behatóan foglalkozott a hazai főcsigákkal (1904), a Pomatias (1913) és Alopia (1928) csiganemzetségekkel. Ennél is fontosabb eredménye volt azonban paleontológiai kutatásainak, hogy a fosszilis adatok figyelembevételével 1934-ben kialakította a Kárpát-medence Mollusca-faunájának állatföldrajzi felosztását, amely később más zoogeográfiai munkák szempontjául is szolgált. Faunisztikai és rendszertani kutatásai, gyűjtőútjai során mintegy ötven recens és tizenkét fosszilis puhatestűfajt írt le.
A malakológiai rendszertan és állatföldrajz művelésén túl a puhatestűek biológiájának egyéb vonatkozásait is behatóan vizsgálta. Múzeumi munkahelyén már 1906-ban berendezte és felállította kutatólaboratóriumát, amelyben anatómiai, sejt- és szövettani kutatásokat végzett. Eredményei alapján részletesen leírta a tüdőscsigák (Pulmonata) spermiogenezisét (1910), összefoglalta a héj morfológiai sajátosságait, leírta a tányércsigák (Planorbidae), a tüdőscsigák,  a tornyoscsigák (Thiaridae, volt Melanidae) teljes alak- és szövettanát, vizsgálta a márványozott csiga (Arianta arbustorum) hím csírasejtjeit és a puhatestűek harántcsíkolt izomszövetét. Pályája során ugyancsak foglalkozott a csalánozók törzsével és a sejthalmazosokkal.
A Magyar Nemzeti Múzeumban az 1900-as években létrehozta, majd gondozta a később európai hírnévre szert tevő Mollusca-tárat, amelynek alapjául Habsburg József főherceg, Korniss Emil és Brancsik Károly 1907 és 1911 közötti malakológiai gyűjtései, valamint Bíró Lajos új-guineai gyűjteményei (1911) szolgáltak, s az elkövetkező évtizedekben saját terepi gyűjtéseivel bővítette a kollekciót. 1956. november 5-én, a forradalmi harcokban valamennyi kézirata, malakológiai szakkönyvtára és Mollusca-gyűjteménye megsemmisült. Az ezt követő években az új gyűjtemény alapjainak lerakásán dolgozott.
1908 és 1918, majd 1927 és 1944 között az Állattani Közlemények szerkesztője volt. A budapesti tudományegyetem magántanáraként 1919-ben ő írta meg az első teljes állattani és parazitológiai jegyzetet. A darwinizmus eszméinek népszerűsítője volt, 1928-ban magyarra fordította és kiadta Reginald Punnett Az átöröklésről című munkáját.

### Társasági tagságai és elismerései

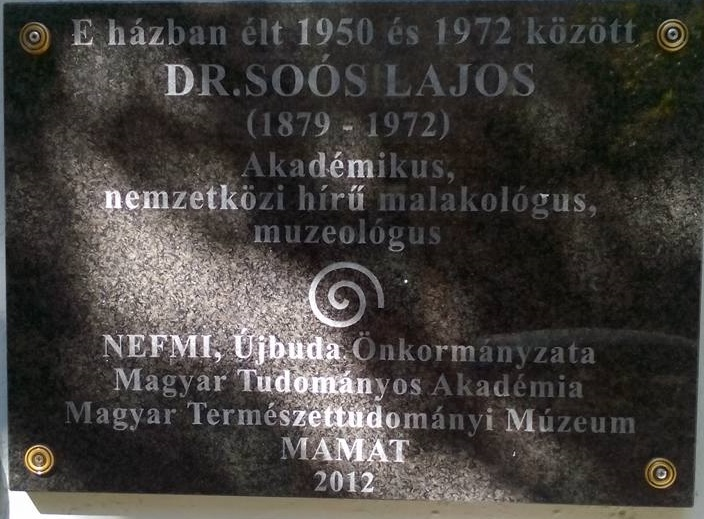
Soós Lajos emléktáblája (Budapest, XI. ker. Kanizsai u. 13.)

1942-ben a Magyar Tudományos Akadémia levelező, 1945-ben rendes tagjává választották. Az Akadémia 1949. évi átszervezésekor tanácskozó taggá minősítették, s rendes tagságát csak 1989-ben posztumusz állították vissza. A Királyi Magyar Természettudományi Társulat állattani szakosztályának 1929 és 1932 között alelnöke, 1932-től 1935-ig elnöke volt. 1954-től 1959-ig elnökölte a Magyar Biológiai Társaság állattani szakosztályát.
1909-ben megkapta az MTA Vitéz-díját, 1945-ben pedig puhatestű-monográfiájával elnyerte az MTA nagyjutalmát.

### Főbb művei
- Rendszeres állattan I–II. Pécs; Budapest: Danubia. 1924.
- Útmutató a gerincesek és puhatestűek gyűjtésére, konzerválására és gyűjtemények készítésére. Budapest: Természettudományi Társulat. 1925.
- Élet a tengerben. Budapest: Természettudományi Társulat. 1931.   (ifj. Entz Gézával)
- A Kárpát-medence mollusca-faunája. Budapest: Akadémia. 1943.
- Négy évtized a Múzeum körút mentén: Életképek a pesti egyetemről és a Magyar Nemzeti Múzeumról a XIX. század fordulóján. Szerk. Polgárné Németh Katalin, Máticsné Pölczmann Enikő. Pápa: Jókai Mór Városi Könyvtár. 2012.

## Emlékezete
Nevét viseli a főcsigák családjába tartozó Soosia nemzetség, több puhatestűfaj (pl. Alopia soosiana, Candidula soosiana), valamint az első magyar malakológiai folyóirat, a Soosiana.